# Salomon Miller
Salomon Miller pseud. Goldberg, Winer, Partijec, Sasza, Singer, Szlomka, I. R. Walewicz (ur. 10 grudnia 1889 w Knyszynie, zm. 1 października 1937) – działacz komunistyczny, uczestnik wojny domowej w Rosji, polityk KPP i KPZB, z zawodu garbarz.

## Życiorys
Syn Tanchela. Robotnik w garbarniach w Białymstoku, gdzie w 1905 należał do oddziałów samoobrony w czasie pogromu Żydów w Białymstoku w sierpniu 1905. Przed wybuchem I wojny światowej trzykrotnie wyjeżdżał do USA, gdzie należał do organizacji anarchosyndykalistycznej i był sekretarzem jej federacji. Po rewolucji lutowej w 1917 przyjechał do Rosji, gdzie był robotnikiem w Krasnojarsku i Odessie. Od grudnia 1917 żołnierz Czerwonej Gwardii, a następnie Armii Czerwonej. Walczył w 1918 na froncie zachodnim i w 1919 przeciw Judeniczowi w obronie Piotrogrodu. Od 1919 członek Komunistycznej Partii (bolszewików) Rosji, pracownik jej Komitetu Gubernialnego w Smoleńsku. Na początku 1920 działał w Wilnie, następnie w Mińsku, gdzie przewodniczył nielegalnemu Komitetowi Komunistycznej Partii Litwy i Białorusi. Po zajęciu Mińska przez Sowietów był przewodniczącym Komitetu Przemysłu Skórzanego i członkiem Rady Gospodarki Narodowej Białoruskiej Socjalistycznej Republiki Radzieckiej (BSRR). Latem 1921 został skierowany do pracy w KPRP/KPP. Od 1922 sekretarz jej Białostockiego Komitetu Okręgowego. Uczestnik II Zjazdu KPP w Bołszewie koło Moskwy jesienią 1923, III Zjazdu KPP w styczniu-lutym 1925, IV Konferencji KPP w Moskwie w listopadzie-grudniu 1925, V Zjazdu KPP w Peterhofie w sierpniu 1930 i VI Zjazdu KPP w Mohylewie w październiku 1932. W 1923 był jednym z inicjatorów utworzenia Komunistycznej Partii Zachodniej Białorusi (KPZB). Od 1924 członek KC KPZB, od lutego 1925 członek KC KPP, od 1926 członek Biura Politycznego KC KPZB. Uczestnik VI Kongresu Międzynarodówki Komunistycznej (Kominternu) (MK) w Moskwie latem 1928, VII i XII Plenum Komitetu Wykonawczego (KW) Kominternu. Od 1928 reprezentant KC KPZB w Przedstawicielstwie KC KPP przy KW MK. Od 1932 do lata 1933 kierownik Sekretariatu Krajowego KC KPZB. Od 1934 instruktor KC Komunistycznej Partii (bolszewików) Białorusi (KP(b)B), następnie sekretarz Bobrujskiego  Komitetu Rejonowego KP(b)B. 1934-1935 członek Centralnego Komitetu Wykonawczego BSRR. Od marca 1935 był przewodniczącym Komisji Kontroli Radzieckiej, zastępcą kierownika Wydziału do Spraw Pracy Organów Partyjnych, następnie Wydziału Handlu Radzieckiego w Omskim Komitecie Obwodowym WKP(b). W czasie wielkiej czystki został faktycznie odsunięty od aktywnej działalności i w atmosferze fali represji popełnił samobójstwo. Był żonaty z działaczką KPZB Różą Kagan, z którą miał dwie córki: Lubę i Firę.